# The Little Wild Girl

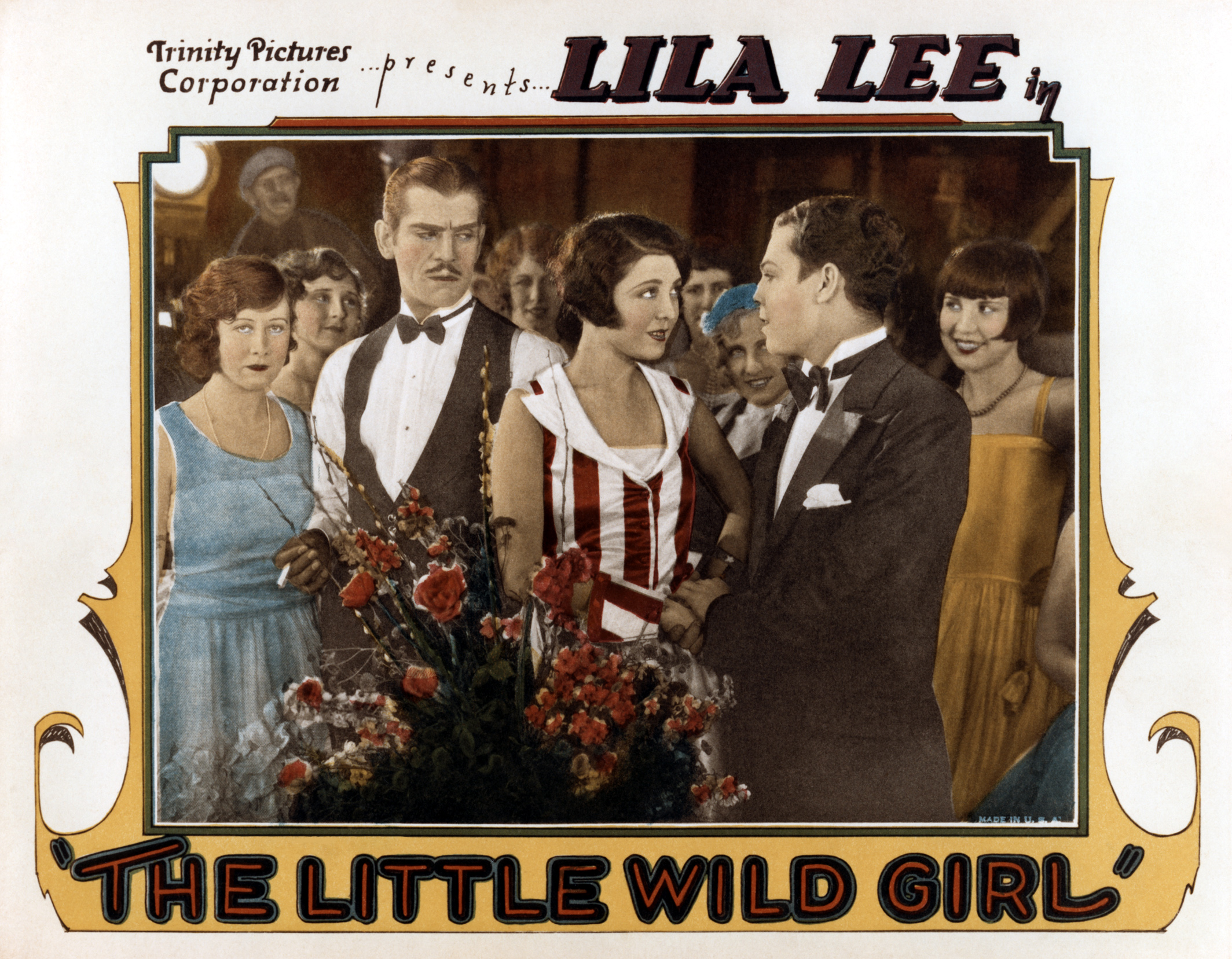
Cartaz do filme de 1929, The Little Wild Girl

The Little Wild Girl é um filme de drama mudo produzido nos Estados Unidos e lançado em 1928.